# 萨赫勒州

萨赫勒州在索馬利蘭的位置

萨赫勒州是索馬利蘭的六個行政區之一，首府是港都柏培拉，自沃戈伊加勒贝德州中新劃出。
萨赫勒地區北濱亞丁灣，西接奥达勒州、南鄰马罗迪杰赫州、西邊則是托格代爾州和萨纳格州兩區。

## 行政區劃
薩赫勒下轄2個區:
- 柏培拉區
- 謝赫區